# Röd sammetsstekel
Röd sammetsstekel (Mutilla europaea) är en stekelart som beskrevs av Carl von Linné 1758. Röd sammetsstekel ingår i släktet Mutilla, och familjen sammetssteklar. Enligt den svenska rödlistan är arten nära hotad i Sverige. Arten förekommer i Götaland och Gotland. Arten har tidigare förekommit på Öland men är numera lokalt utdöd. Artens livsmiljö är jordbrukslandskap, skogslandskap.